# Futbol a Somàlia
El futbol és l'esport més popular a Somàlia. És dirigit per la Somali Football Federation.

## Història

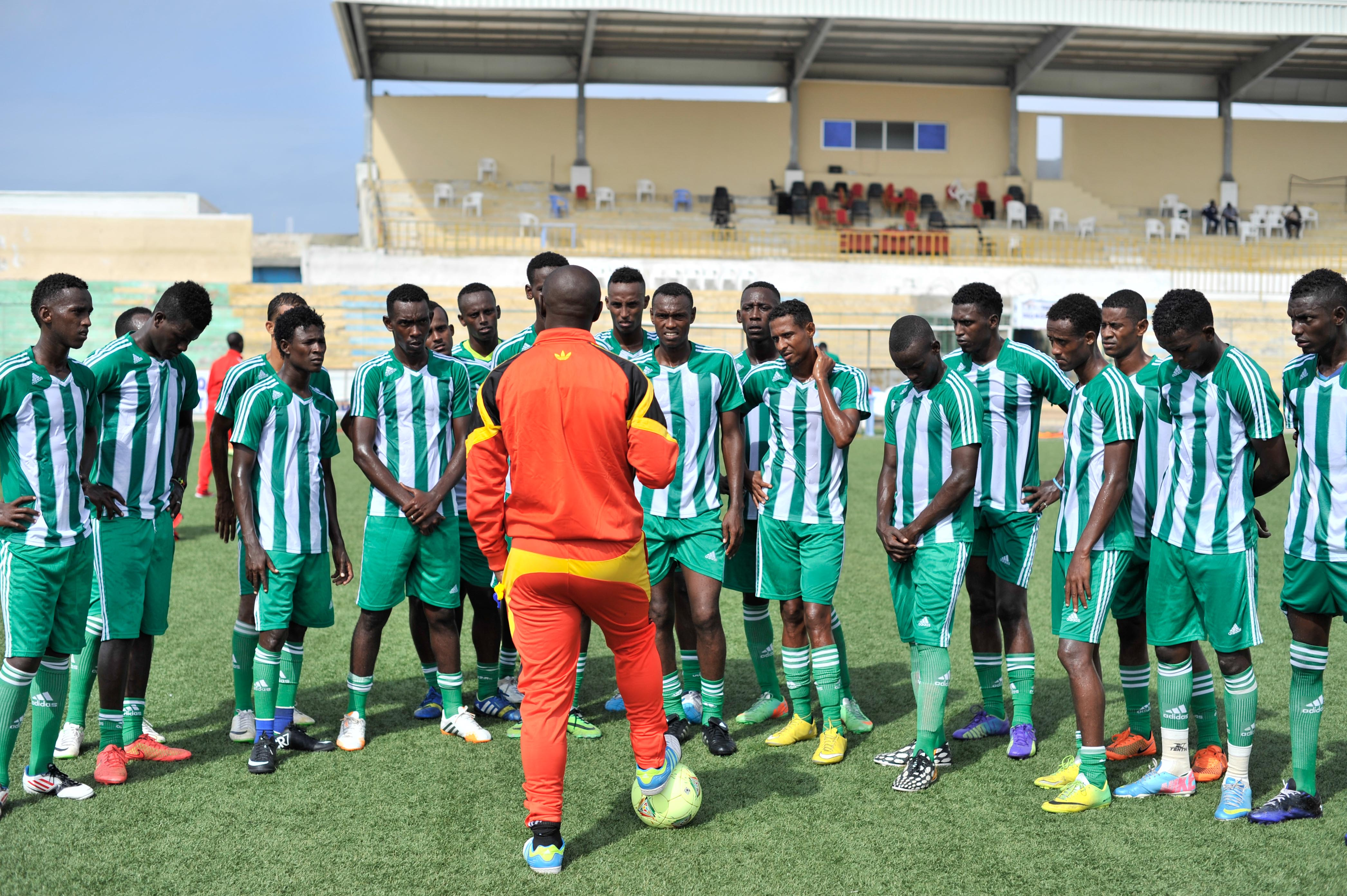
Entrenament de la selecció de Somàlia.

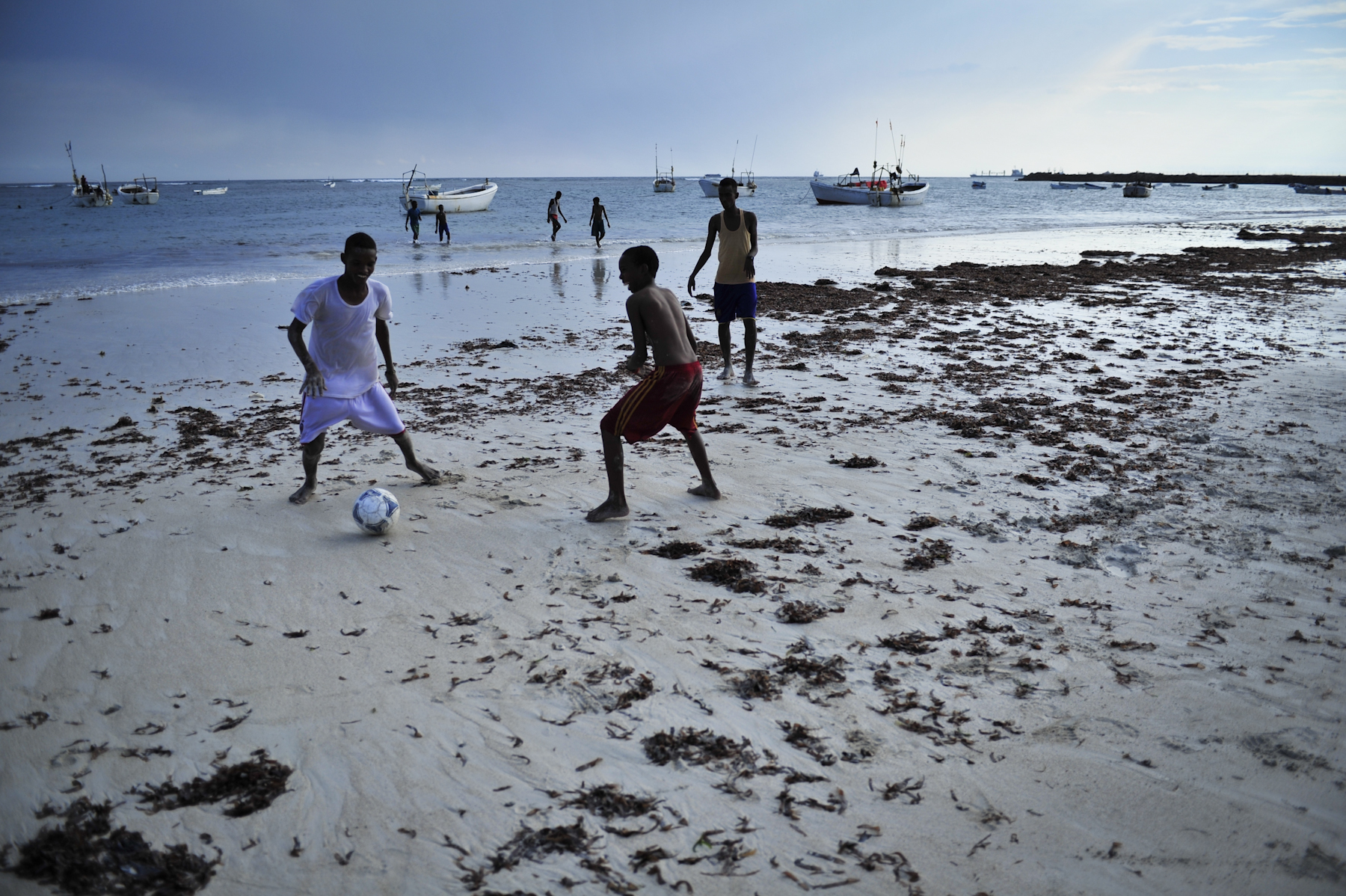
Somàlia, futbol a la platja.

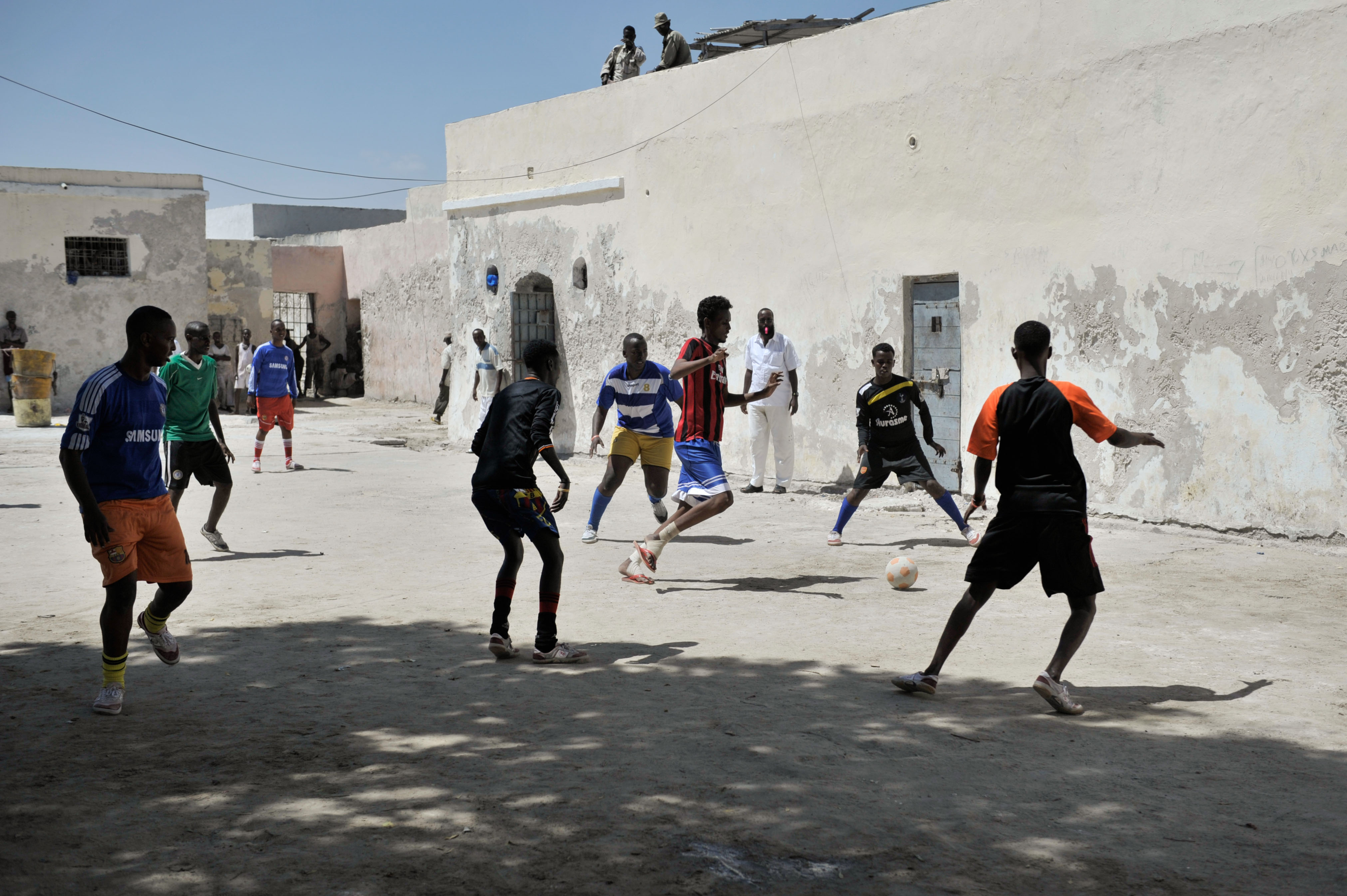
Somàlia, futbol al carrer.

El futbol va ser introduït a Somàlia pels colons italians a finals dels anys vint. Als anys trenta, les autoritats italianes començaren a organitzar l'esport, principalment a la capital Mogadiscio. El 1931 el governador Maurizio Rava creà la Federazione Sportiva della Somalia, i el 1933 es creà la Coppa Federazione Sportiva, amb tres equips (Societa' Mogadiscio, Milizia i el campió Marina). El 1938 el campionat somali fou guanyat per Amaruini, equip format principalment per locals somalis; el 1939 el campió fou Araba.
Durant els anys quaranta, la Lliga de la Joventut Somali creà un club de futbol anomenat Bondhere per a competir amb els italians. Durant l'etapa del protectorat italià sota mandat de l'ONU, als anys 1950s, el campionat fou dominat per conjunts italians com Lavori Publici, Autoparco, El Gab, Sicurezza, Somali Police FC i AS Mogadiscio (antic AC Mogadiscio). La Federació Somali va ser fundada el 1951 i ingressà a la FIFA el 1962.

## Competicions
- Lligues:
  - Heerka Koowaad (primera divisió)
  - Heerka Labaad (segona divisió)
  - Heerka Saddexaad (terera divisió)
- Copes:
  - Copa somali de futbol
  - Supercopa somali de futbol

## Principals clubs
Clubs amb més títols nacionals a 2019.
- Mogadishu City Club
- Horseed FC
- Elman FC
- Dekedaha FC
- Jeenyo United FC
- Heegan FC
- Wagad FC
- Mogadishu Municipality FC
- National Printing Agency FC
- Gaadiidka FC

## Principals estadis

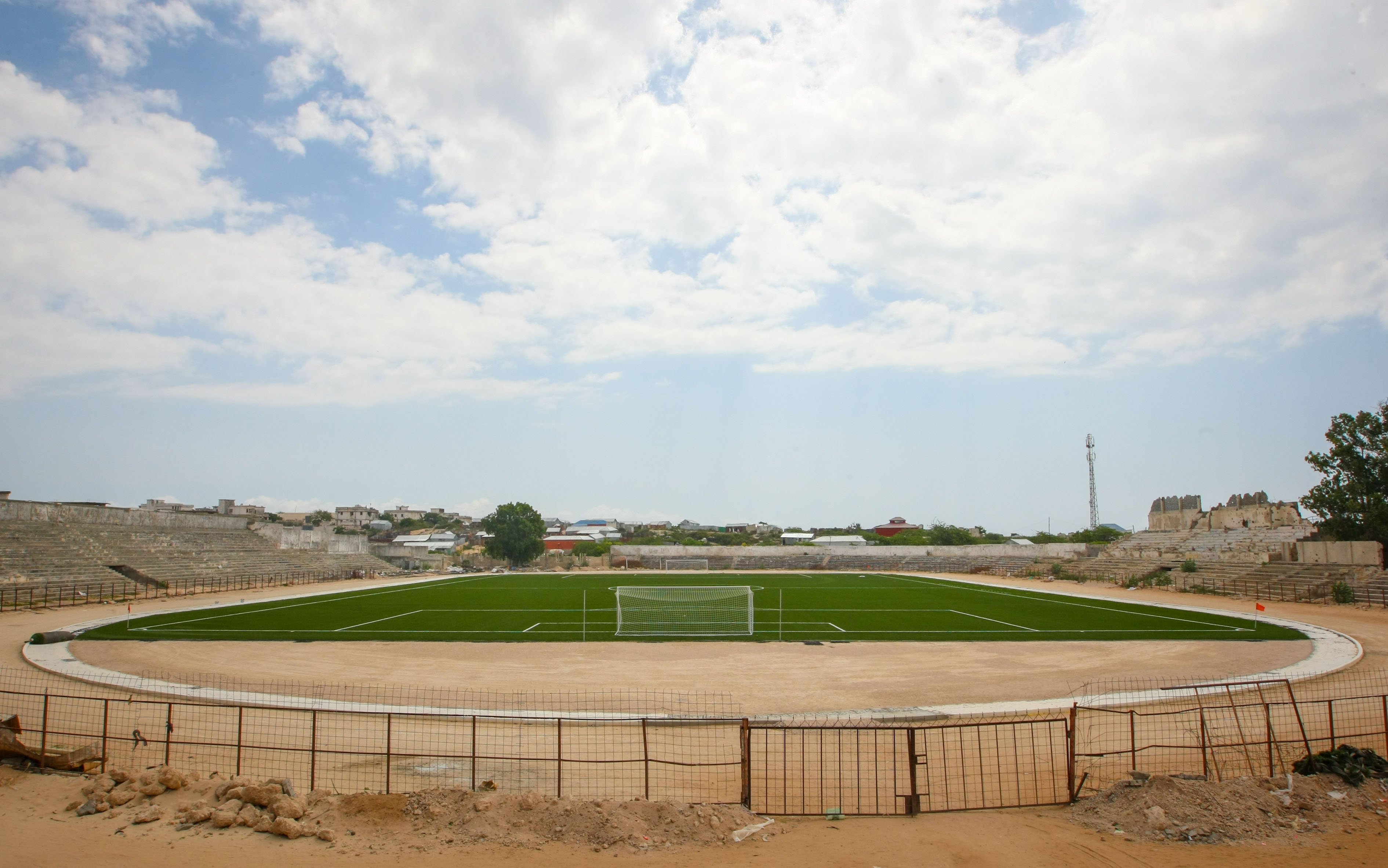
Estadi Banadir.

| # | Estadi            | Capacitat | Ciutat     |
| - | ----------------- | --------- | ---------- |
| 1 | Estadi Mogadiscio | 65.000    | Mogadiscio |
| 2 | Estadi Banadir    | 15.000    | Mogadiscio |
| 3 | Estadi Horseed    | 10.000    | Horseed    |